# سلحدار
سلحدار (بالتركية: Silahtar)‏، مصطلح فارسي يطلق على المسؤول عن مستودعات الأسلحة في الدولة العثمانية.